# 大石正巳

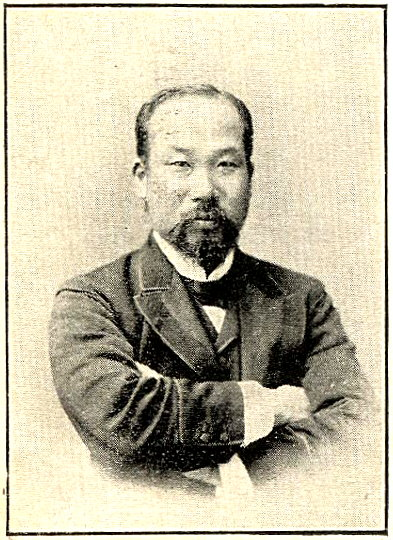
大石正巳 『明治人物評論』より

大石 正巳（おおいし まさみ、正しくは「まさき」、安政2年4月11日（1855年5月26日） - 昭和10年（1935年）7月12日）は、日本の政治家。衆議院議員・農商務大臣などを務めた。土佐国（高知県）出身。

## 来歴・人物
高知藩士・大石良則の次男として生まれる。明治7年（1874年）に板垣退助の立志社に参加し、自由民権運動に従事。明治14年（1881年）自由党幹事。三菱商業学校（明治義塾）卒業。明治15年（1882年）板垣の洋行に反対して離党。明治20年（1887年）には後藤象二郎の大同団結運動に参加。明治25年（1892年）朝鮮駐在弁理公使となる。明治29年（1896年）進歩党結成に参加。明治31年（1898年）憲政党結成創立委員。第1次大隈重信内閣で農商務大臣として入閣。憲政党分裂後は憲政本党・立憲国民党に参加。明治44年（1911年）には犬養毅・河野広中と並んで不在の党首にかわる常務委員となる。大正2年（1913年）、犬養との確執から桂太郎の新党である立憲同志会に参加。準備段階から参画し、桂総裁の下で後藤新平、河野広中、大浦兼武、加藤高明と並んで総務5人の一人となった。大正4年（1915年）政界引退。衆議院議員当選6回。
万朝報に姦通スキャンダルを書き立てられたことがある。万朝報で人気を博した黒岩涙香の「弊風一斑蓄妾の実例」には「農相大石正巳が一個の色道餓鬼たることは彼れが姦通事件の露見以来世人のあまねく知る所」とまで書かれている。墓所は青山霊園。

## 家族
- 父・大石良則 - 高知藩士
- 母・順（1828年生） - 晩年に鈴木万次郎の三男・義郎(1899年生)を養子とする。義郎の岳父に小林丑三郎。[1]
- 長男・大石明徳 (1876年生) - 専売局技師。東京帝国大学農科大学卒。妻カツの兄に関屋貞三郎（カツの姉は小林丑三郎の妻）。[2]
- 長女・末松満寿意 (1887年生) - 末松偕一郎の妻。[3]
- 庶子多数

## 栄典
位階
- 1898年（明治31年）7月5日 - 正三位[4]

勲章等
- 1930年（昭和5年）12月5日 - 帝都復興記念章[5]